# NCIS: New Orleans (3.ª temporada)
A terceira temporada de NCIS: New Orleans estreou na CBS em 20 de setembro de 2016 e teve o último episódio exibido em 16 de maio de 2017, com 24 episódios no total.
Foi a última temporada com Gary Glasberg como produtor executivo (showrunner), que morreu durante a produção.

## Elenco e personagens
- Scott Bakula como Dwayne Cassius Pride
- Lucas Black como Christopher LaSalle
- Vanessa Ferlito como Tammy Gregorio
- Rob Kerkovich como Sebastian Lund
- Daryl "Chill" Mitchell como Patton Plame
- Shalita Grant como Sonja Percy
- CCH Pounder como Loretta Wade

## Episódios
| Seq. | Ep | Título                   | Direção            | Escrito por                                                                      | Data de exibição        | Audiência EUA (em milhões) |
| --- | -- | ------------------------ | ------------------ | -------------------------------------------------------------------------------- | ----------------------- | -------------------------- |
| 48 | 1  | "Aftershocks"            | James Hayman       | Brad Kern                                                                        | 20 de setembro de 2016  | 11.12                      |
| Enquanto um atirador ameaça New Orleans, a equipe precisa lidar com a inesperada partida de Brody, ao mesmo tempo que o FBI investiga a equipe pelos acontecimentos da temporada anterior. (Primeira aparição de Tammy Gregorio)                                                                       |    |                          |                    |                                                                                  |                         |                            |
| 49 | 2  | "Suspiscious Minds"      | Michael Zinberg    | Christopher Silber                                                               | 27 de setembro de 2016  | 10.76                      |
| A equipe investiga um caso de homicídio que envolve um velho conhecido de Pride. Enquanto isso, o FBI continua a investigar a equipe de Pride após a partida de Brody e a morte do Agente Russo. Gregorio é designada para trabalhar com o NCIS, contra a vontade dela e da equipe.                    |    |                          |                    |                                                                                  |                         |                            |
| 50 | 3  | "Man on Fire"            | Rob Morrow         | Zach Strauss                                                                     | 11 de outubro de 2016   | 9.62                       |
| A equipe fica em posição difícil quando precisa resgatar um oficial feito refém no México, devendo para isso violar os procedimentos do FBI. |    |                          |                    |                                                                                  |                         |                            |
| 51 | 4  | "Escape Plan"            | James Whitmore Jr. | David Appelbaum                                                                  | 18 de outubro de 2016   | 9.53                       |
| Sebastian é sequestrado e obrigado a participar de um audacioso plano de resgate de um criminoso de uma prisão de segurança máxima. |    |                          |                    |                                                                                  |                         |                            |
| 52 | 5  | "Course Correction"      | Tony Wharmby       | Chad Gomez Creasey                                                               | 25 de outubro de 2016   | 9.62                       |
| Pride e sua equipe investigam um acidente de avião que causou a morte de seis oficiais da Marinha, enquanto LaSalle e Percy entrevistam candidatos para a vaga de Brody. Gregorio fica indecisa entre ficar em New Orleans ou voltar para DC.                                                          |    |                          |                    |                                                                                  |                         |                            |
| 53 | 6  | "One Good Man"           | Robert Greenlea    | Gwendolyn M. Parker                                                              | 15 de novembro de 2016  | 9.17                       |
| Um SEAL em treinamento é encontrado morto durante uma ausência não autorizada, e a investigação revela um segredo que envolve o Prefeito Hamilton. LaSalle recebe uma notícia surpreendente e Loretta pede a Pride que a ajude a convencer Danny a ir para a faculdade.                                |    |                          |                    |                                                                                  |                         |                            |
| 54 | 7  | "Outlaws"                | Mary Lou Belli     | Greta Heinemann                                                                  | 22 de novembro de 2016  | 8.50                       |
| A equipe investiga a morte de um motoqueiro que parece ter o objetivo de reativar uma rivalidade entre duas gangues inimigas. Percy reassume um antigo disfarce para investigar, e Gregorio incentiva LaSalle a falar com Pride sobre sua recém descoberta paternidade.                                |    |                          |                    |                                                                                  |                         |                            |
| 55 | 8  | "Music to My Ears"       | Michael Zinberg    | Kate Sargeant Curtis                                                             | 6 de dezembro de 2016   | 9.36                       |
| Uma suboficial e música da banda da Marinha é morta e seu sobrinho é a única testemunha do crime. Percy descobre sobre o filho de LaSalle, e Sebastian demonstra interesse em tornar-se Agente do NCIS.                                                                                                |    |                          |                    |                                                                                  |                         |                            |
| 56 | 9  | "Overdrive"              | Gordon Lonsdale    | Ron McGee                                                                        | 13 de dezembro de 2016  | 10.01                      |
| A equipe investiga a morte suspeita de um Fuzileiro durante uma corrida de carros. LaSalle descobre a verdade sobre sua suposta paternidade e Gregorio auxilia uma Promotora, sua ex-namorada, a construir o caso contra Garcia enquanto tenta, ao mesmo tempo, ajudar o NCIS na investigação.         |    |                          |                    |                                                                                  |                         |                            |
| 57 | 10 | "Follow the Money"       | Stacey Black       | Christopher Silber                                                               | 3 de janeiro de 2017    | 9.62                       |
| A Guarda Costeira reporta ao NCIS um assassinato em uma festa de noivado a bordo de um iate de luxo, de propriedade do suposto líder do cartel de drogas, investigado pelo FBI. Pride descobre que uma antiga amiga é a noiva do traficante.                                                           |    |                          |                    |                                                                                  |                         |                            |
| 58 | 11 | "Let It Ride"            | Nina Lopez-Corrado | Brad Kern & Taylor Streitz                                                       | 17 de janeiro de 2017   | 9.33                       |
| A captura de Garcia torna-se pessoal para Pride, que toma o assunto em suas mãos sem o consentimento do FBI. A equipe o auxilia, mesmo sabendo das consequências de seu envolvimento. |    |                          |                    |                                                                                  |                         |                            |
| 59 | 12 | "Hell on the High Water" | Michael Zinberg    | Zach Strauss                                                                     | 24 de janeiro de 2017   | 9.18                       |
| A equipe corre contra o tempo para resgatar Pride de uma plataforma de petróleo quando ele tenta capturar suspeitos de um homicídio que podem causar uma explosão na plataforma. Gregorio inicia seu trabalho como agente efetiva do NCIS e Sebastian começa seu treinamento para tornar-se um agente. |    |                          |                    |                                                                                  |                         |                            |
| 60 | 13 | "Return of The King"     | James Hayman       | David Appelbaum                                                                  | 7 de fevereiro de 2017  | 9.01                       |
| A equipe procura por um hacker ligado a uma organização ativista, após quatro pessoas serem mortas e vídeos incriminando pessoas proeminentes da cidade serem divulgados. |    |                          |                    |                                                                                  |                         |                            |
| 61 | 14 | "Pandora's Box, Part II" | LeVar Burton       | Christopher Silber                                                               | 14 de fevereiro de 2017 | 10.32                      |
| Na sequência do crossover com a série NCIS, a equipe recebe o reforço dos Agentes McGee (Sean Murray) e Torres (Wilmer Valderrama) na busca pelo manual antiterrorismo roubado. |    |                          |                    |                                                                                  |                         |                            |
| 62 | 15 | "End of the Line"        | Ed Ornelas         | Chad Gomez Creasey                                                               | 21 de fevereiro de 2017 | 9.58                       |
| A equipe investiga o assassinato de um suboficial. Loretta percebe que o responsável pode ser um assassino condenado 20 anos atrás com base em um testemunho dela, e agora pode estar buscando vingança.                                                                                               |    |                          |                    |                                                                                  |                         |                            |
| 63 | 16 | "The Last Stand"         | Sharat Raju        | Greta Heinemann                                                                  | 7 de março de 2017      | 9.06                       |
| Rita Devereaux, advogada militar e velha amiga de Pride, pede ajuda à equipe para investigar o desaparecimento de um advogado do JAG especialista em casos sigilosos. |    |                          |                    |                                                                                  |                         |                            |
| 64 | 17 | "Swift, Silent, Deadly"  | Randy Zisk         | Ron McGee                                                                        | 14 de março de 2017     | 10.43                      |
| A equipe de Pride tenta encontrar e capturar um fuzileiro sem histórico criminal, responsável pelo ataque a seis civis em um bar. O caso se complica quando é descoberto que a esposa do fuzileiro foi sequestrada por uma rede de tráfico de mulheres.                                                |    |                          |                    |                                                                                  |                         |                            |
| 65 | 18 | "Slay The Dragon"        | Mary Lou Belli     | Kate Sargeant Curtis                                                             | 14 de março de 2017     | 10.43                      |
| O ex-marido de Gregorio, que desaparecera após desviar mais de $80 milhões do fundo de auxílio às vítimas do furacão Katrina, chega a New Orleans após a equipe descobrir uma conexão entre ele e uma investigação de homicídio.                                                                       |    |                          |                    |                                                                                  |                         |                            |
| 66 | 19 | "Quid Pro Quo"           | Alex Zakrzewski    | Zach Strauss                                                                     | 28 de março de 2017     | 9.17                       |
| Toda a cidade de New Orleans é colocada em alerta quando uma unidade de construção da Marinha ("Seabees") é contaminada por um vírus extremamente letal. Loretta é infectada durante uma autópsia e terá poucas horas de vida se um antídoto não for descoberto a tempo.                               |    |                          |                    |                                                                                  |                         |                            |
| 67 | 20 | "NOLA Confidential"      | Geary McLeod       | David Appelbaum & Taylor Streitz                                                 | 4 de abril de 2017      | 8.88                       |
| O antigo parceiro da LaSalle no Departamento de Polícia é investigado quando drogas sob custódia são encontradas nas ruas e contrabandeadas para um navio da Marinha. Pride e Rita discutem seu relacionamento quando Rita mergulha na conexão de Hamilton com o empobrecido bairro de Clearwater.     |    |                          |                    |                                                                                  |                         |                            |
| 68 | 21 | "Krewe"                  | Tony Wharmby       | Judith McCreary                                                                  | 18 de abril de 2017     | 10.16                      |
| A equipe arrisca suas carreiras quando Pride coloca uma escuta no celular do Prefeito Hamilton, enquanto a equipe investiga um misterioso roubo de armas da Marinha. |    |                          |                    |                                                                                  |                         |                            |
| 69 | 22 | "Knockout"               | Gordon Lonsdale    | Cahd Gomez Creasey & Greta Heinemann                                             | 2 de maio de 2017       | 8.69                       |
| Após o assassinato de um capelão da Marinha, a equipe investiga uma possível ligação entre o crime e o Prefeito Hamilton e seus planos para Clearwater. |    |                          |                    |                                                                                  |                         |                            |
| 70 | 23 | "Down The Rabbit Hole"   | Ed Ornellas        | Brad Kern                                                                        | 9 de maio de 2017       | 9.02                       |
| Depois que uma investigação sobre um dos homens de Hamilton dá errado, a equipe passa a sofrer pressões políticas para que cesse suas investigações, senão... |    |                          |                    |                                                                                  |                         |                            |
| 71 | 24 | "Poetic Justice"         | James Hayman       | Teleplay by: Christopher Silber Story by: Christopher Silber & Katherine Beattie | 16 de maio de 2017      | 9.22                       |
| Pride simula a própria morte para poder agir livremente para capturar Hamilton e fazê-lo pagar por seus crimes. O restante da equipe é pressionada pelo vice-diretor do FBI a localizar e deter Pride.                                                                                                 |    |                          |                    |                                                                                  |                         |                            |